# Поташник каспийский
Поташник каспийский (лат. Kalidium caspicum) — вид растений рода Поташник (Kalidium) семейства Амарантовые (Amaranthaceae).

## Ботаническое описание
Сильно ветвистый полукустарник или кустарничек 10—40 см высотой, с толстым при основании и разветвленным стеблем и приподнимающимися или отчасти прямостоячими ветвями, несущими тонкие, вверх обращенные, членистые и в сухом состоянии очень мелкие веточки. Листья мясистые, стеблеобъемлющие, срастающиеся со стеблем и как бы низбегающие по нему до 3 мм длиной, почти без пластинки или с небольшой (⅔—1, редко до 1½ мм) свободной, отклоняющейся от стебля яйцевидной, коротко-заостренной, верхушкой.
Цветочные колоски яйцевидные, при плодах отчасти продолговато-цилиндрические, 3—20 мм длиной. Каждая группа цветков подпирается снизу мясистым широкояйцевидным прицветным листом; средний цветок в группе сидит немного выше боковых и его наружная щитковидная площадка обыкновенно 5-угольная и несколько крупнее (около 1,5 мм) боковых, 3—4-угольных. Семена округло-яйцевидные, буроватые, с мелко-зернистой поверхностью, около 1 мм длиной.

## Распространение и экология
Европейская часть России (юг), Кавказ, Западная, Средняя и Центральная Азия. Обитает на солонцах и солончаках.

## Синонимы
- Halocnemum arabicum Spreng. (1824)
- Halocnemum caspicum (L.) Tausch (1832)
- Salicornia arabica Pall. (1771), sensu auct.
- Salicornia caspica L. (1753)basionym
- Salicornia pallasii C.A.Mey. ex Hohen. (1838)